# Mys Hljustina
Mys Hljustina (englische Transkription von russisch Мыс Хлюстина Mys Chljustina) ist ein Kap an der ostantarktischen Georg-V.-Küste. Es westlich des Kap Blake in die Somow-See.
Russische Wissenschaftler benannten es. Der weitere Benennungshintergrund ist nicht überliefert.